# 15460 Манка
15460 Манка (15460 Manca) — астероїд головного поясу, відкритий 25 грудня 1998 року.
Тіссеранів параметр щодо Юпітера — 3,277.